# Eurysa pyrenea
Eurysa pyrenea är en insektsart som beskrevs av Franz Xaver Fieber 1866. Eurysa pyrenea ingår i släktet Eurysa och familjen sporrstritar. Utöver nominatformen finns också underarten E. p. dimidita.